# Korte verhalen van Zweinstein: macht, politiek en kakelende klopgeesten
Korte Verhalen van Zweinstein: Macht, Politiek en Kakelende Klopgeesten (Engels: Short Stories from Hogwarts of Power, Politics and Pesky Poltergeists) is een boek geschreven door de Britse schrijfster J.K. Rowling. Het boek werd op 6 september 2016 uitgebracht, samen met Zweinstein: een incomplete en onbetrouwbare gids en Korte verhalen van Zweinstein: heldenmoed, hartenleed en hachelijke hobby's. De drie boeken werden uitsluitend als e-boek uitgebracht.
In Korte Verhalen van Zweinstein: Macht, Politiek en Kakelende Klopgeesten worden verschillende onderwerpen besproken alsof het een soort encyclopedie is. Het boek bestaat uit vijf hoofdstukken, en geeft meer achtergrondinformatie over onder andere het Ministerie van Toverkunst, de gevangenis van Azkaban, Foppe de Klopgeest en toverdranken.